# La Va Bon Train

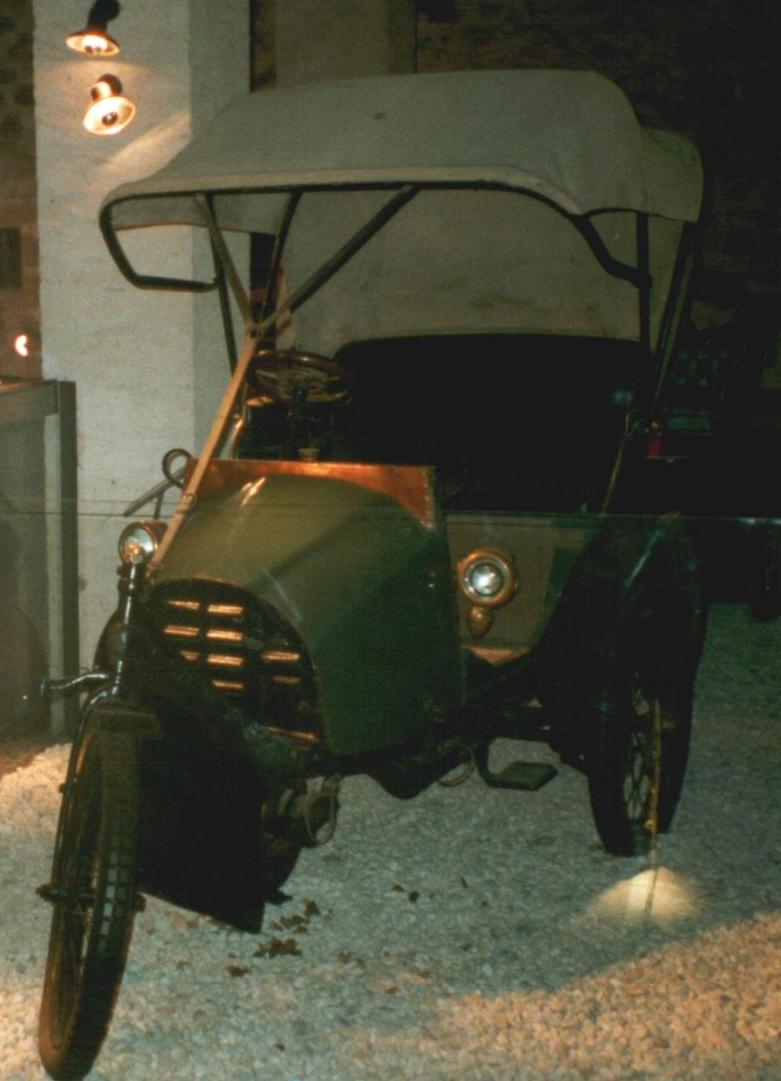
La Va Bon Train von 1904

La Va Bon Train war eine französische Automarke.

## Unternehmensgeschichte
Die Herren Larroumet und Lagarde gründeten 1891 das Unternehmen Larroumet et Lagarde in Agen zur Produktion von Fahrrädern. 1904 kam der Bau von Automobilen dazu. 1910 oder 1914 endete die Automobilproduktion. 1914 wurde das Unternehmen aufgelöst. Insgesamt entstanden etwa 42 Automobile.
Eine andere Quelle macht davon abweichende Angaben. Clovis-César Liette gründete 1912 in Agen die Garage Liette als Autohaus und Werkstatt. Er vertrieb Fahrzeuge von Delage, Salmson, Mathis und Rochet-Schneider. Außerdem stellte er zumindest ein eigenes Auto her, das er La Va Bon Train nannte. Die Werkstatt existierte im Dezember 2021 noch.

## Fahrzeuge
Es waren Dreiradfahrzeuge ähnlich den La Nef. Ein Einzylindermotor saß hinter dem einzelnen Vorderrad und trieb die Hinterräder an. Neben einem selbst entwickelten Motor stand gegen Aufpreis auch ein Einbaumotor von De Dion-Bouton mit 6 PS zur Verfügung. Gelenkt wurde mittels eines Lenkrads. Die offene Karosserie bot Platz für zwei Personen.
Ein Fahrzeug dieser Marke ist im Schloss Grandson zu besichtigen.